# Paysage (Chausson)
Paysage, op. 38, est une pièce pour piano seul d'Ernest Chausson, composée en 1895 à Fiesole.
La pièce est dédiée à Christine Lerolle, fille de l'éditeur Henry Lerolle et nièce du compositeur.

## Composition
Ernest Chausson compose son Paysage et la dernière mélodie des Serres chaudes, op. 24, lors d'un séjour à Fiesole, au début de l'année 1895.
La partition est dédiée à  Christine Lerolle, fille de l'éditeur Henry Lerolle et nièce du compositeur.

## Présentation
Paysage est une « courte pièce de 64 mesures » à 
 en ut mineur.

## Postérité
L'œuvre pour piano d'Ernest Chausson « se réduit à peu de chose, mais la qualité supplée à la quantité » avec les Quelques danses, op. 26, et le « délicat Paysage, op. 38 ». Jean Gallois, qui le trouve également « délicieux », se demande si, « mieux qu'une peinture trop fidèle, voire impressionniste, Chausson ne livrerait pas là l'image — symboliste — de son paysage intérieur », paysage « d'un gris triste à la Corot » selon Calvocoressi.

## Discographie
- Paysage - Jean Hubeau, piano (11-13 février 1992, Erato/Radio France 4509-96221-2) (OCLC 48537618) — avec les Quelques danses, op. 26 et des œuvres de César Franck et Paul Dukas.

### Ouvrages généraux
- Harry Halbreich et François-René Tranchefort (dir.), Guide de la musique de piano et de clavecin, Paris, Fayard, coll. « Les Indispensables de la musique », 1987, 867 p. (ISBN 978-2-213-01639-9, OCLC 17967083), p. 209,
- Guy Sacre, La musique de piano, t. 1, Paris, Robert Laffont, coll. « Bouquins », 1998, 1495 p. (ISBN 978-2-221-05017-0), p. 623-627.

### Monographies
- Jean Gallois, Ernest Chausson, Paris, Fayard, 1994, 605 p. (ISBN 978-2213031996)